# Távol-keleti Tanulmányok
A Távol-keleti Tanulmányok (hagyományos kínai: 東方學, egyszerűsített kínai: 东方学, pinjin: Dōngfāng xué, magyarosan: Tung-fang hszüe), (ISSN:2786-2976) az ELTE Bölcsészettudományi Kar Távol-keleti Intézetének a Magyar Tudományos Akadémia által elismert hivatalos folyóirata, amely a sinológia, a mongolisztika és Belső-Ázsia-kutatás, a japanológia, a koreanisztika, és más kapcsolódó területek tárgykörében közöl tudományos írásokat. A folyóirat alapító főszerkesztője dr. Hamar Imre, az ELTE BTK Kínai Tanszékének vezetője, a Távol-keleti Intézet és az ELTE Konfuciusz Intézetének igazgatója. A 2009-ben alapított folyóirat az egyetlen hazai periodika, amely kifejezetten erre a régióra fókuszál. A folyóirat gyémánt open access működési modellt követ.
Az ELTE Bölcsészettudományi Karán Európában a legtöbb, összesen 70 élő és holt nyelvet oktatnak és kutatnak, köztük a kínait, a japánt, a koreait, a mongolt és a tibetit – beleértve ezek klasszikus és modern változatait –, a hindit, a pálit, a szanszkritot, a vietnámit és több más kelet-ázsiai nyelvet. Ez a páratlan nyelvi-kulturális sokszínűség az évtizedek során temérdek multidiszciplináris érdeklődésű kutatót kapcsolt és kapcsol össze, akik átfogó tudással és komoly terepen szerzett tapasztalattal rendelkeznek Ázsia kultúráiról.
Szellemiségét a magyar Kelet-kutatás évszázados hagyománya határozza meg. Ez a hagyomány az elsőosztályú filológiai tudáson nyugszik, amely a régió nyelveinek átfogó ismerete révén biztosít hozzáférést a kapcsolódó kultúrákhoz. Ez a tradíció tette világszerte ismertté és elismertté a hazai Kelet-kutatást olyan kutatók munkássága révén, mint Kőrösi-Csoma Sándor, Ligeti Lajos, Étienne Balázs, Tőkei Ferenc és még sokan mások. A folyóirat ugyanakkor nagymértékben épít olyan módszertani – többek között geopolitikai, szociolingvisztikai vagy éppen régészeti – újításokra, amelyek az elmúlt évtizedekben adtak új lendületet a Kelet-kutatásnak.

## A folyóirat küldetése és jelentősége
A folyóirat célkitűzése, hogy az ELTE Távol-keleti Intézet százéves hagyományát követve teret adjon a legkülönbözőbb megközelítésmódoknak, és ezeket inter- és multidiszciplináris keretben ötvözve a maguk komplexitásában elemezze a kelet-ázsiai kultúrákat. A folyóirat ennek megfelelően nyitott minden olyan írásra, amely a japán, a kínai, a koreai, a mongol, illetve belső-ázsiai és más kapcsolódó kultúrákat filozófiai, történeti, nyelvi, művészeti, néprajzi, valláselméleti szempontok szerint vizsgálja. A Távol-keleti Tanulmányok egyaránt vár történeti megközelítést alkalmazó írásokat és a kortárs kelet-ázsiai társadalmakat vizsgáló munkákat. A folyóirat szintén közöl recenziókat a felsorolt területekhez kötődő művekről. A rövid írásokat friss megjelenésű monográfiákról, tanulmánykötetekről, illetve fordításokról is várjuk.
A folyóirat számai korábban magyar nyelvűek voltak, 2021-től bevezetett ütemezése szerint azonban egy magyar és – Journal of East Asian Cultures címen – egy angol nyelvű számmal jelentkezik.

## Szerzőknek
A Távol-keleti Tanulmányok hivatalos folyóirata tanulmányokat vár a kelet-ázsiai régió kultúráinak vizsgálatához kapcsolódó témakörökben magyar vagy angol nyelven. A cikkeket benyújthatók a weboldalon keresztül (ld. fent) vagy a tkt@btk.elte.hu címen.

## Indexelésk
- SherpaRomeo
- ERIH PLUS
- MATARKA
- EBSCO
- DOAJ
- EPA
- MTMT
- Dimension
- WorldCat

## Kapcsolódó oldalak
ELTE Bölcsészettudományi Kar Távol-keleti Intézet
A Távol-keleti Intézet Magyarországon az egyetlen olyan intézet, amely a Távol-keleti nyelvek és kultúrák oktatására és kutatására szakosodott. Jogelődjét, a Kelet-ázsiai Intézetet 1924-ben alapították Pröhle Vilmos professzor vezetésével. A modern távol-keleti nyelvek és kultúrák iránti növekvő érdeklődés miatt 2008-ban a távol-keleti szakok kiváltak az Orientalisztikai Intézetből, és megalakult a Távol-keleti Intézet.
Konfúciusz Intézet
Célunk, hogy a kínai nyelvet és a kínai kultúrát a lehető legtöbbek számára elérhetővé tegyük. Intézetünk, amely egy több mint háromszáz tagból álló világméretű hálózat része,  kínai nyelvtanfolyamokkal, kínai kulturális programokkal,  tudományos rendezvényekkel várja a Kína iránt érdeklődőket.